# Veillantif
Vous lisez un « article de qualité » labellisé en 2011.
Veillantif, Veillantin ou Bride d’Or (en italien Vegliantino, Vegliantin ou Brigliadoro) est le cheval de guerre rapide, fidèle et intelligent, appartenant à Roland le paladin selon plusieurs chansons de geste.

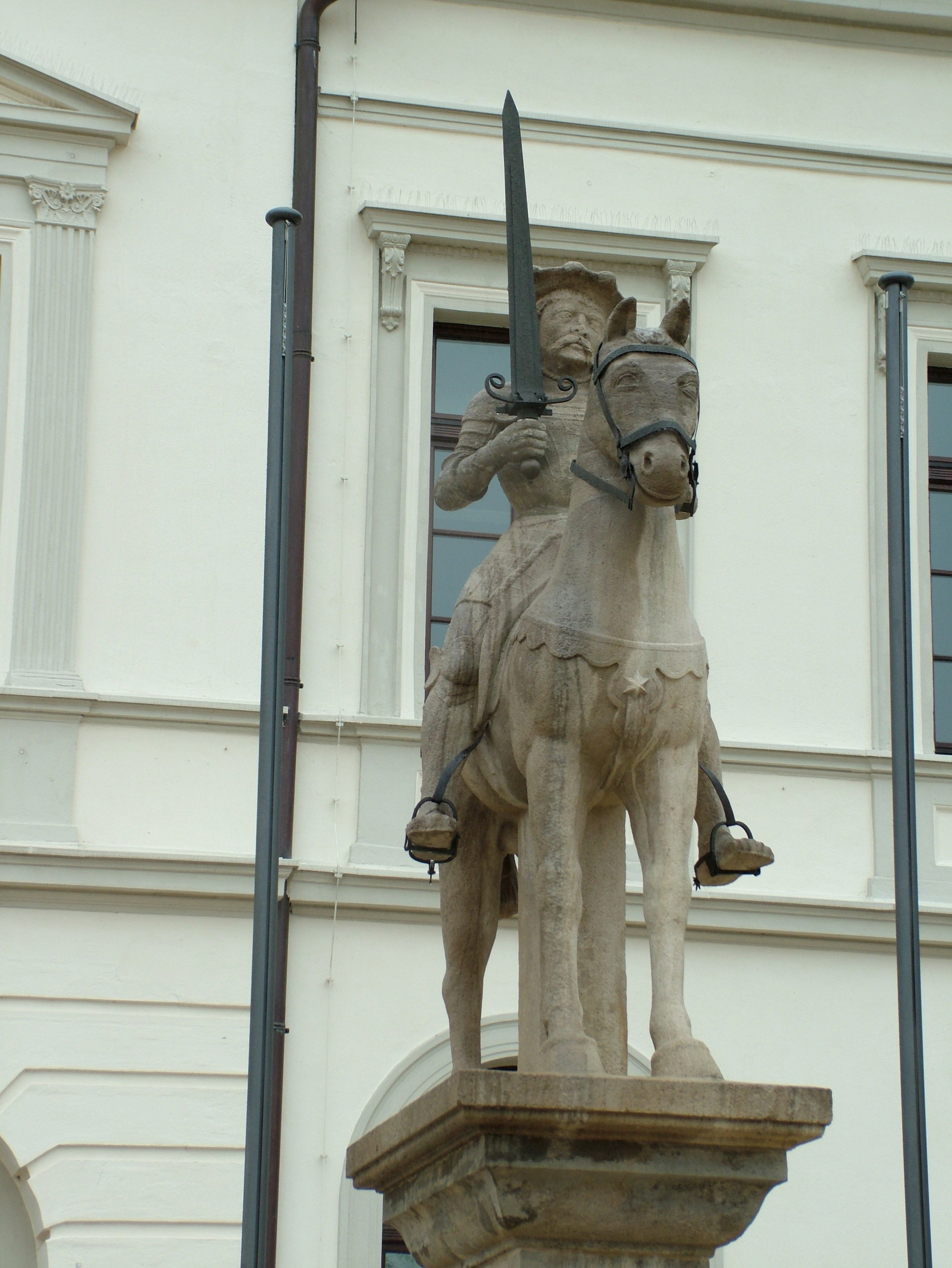
Statue équestre de Roland le paladin sur Veillantif à Haldensleben, en Saxe-Anhalt, Allemagne, devant l'hôtel de ville.

Il est mentionné pour la première fois dans la Chanson de Roland au XIe siècle, puis réapparaît dans plusieurs œuvres italiennes : la Spagna, Orlando, Morgante, les Cantari di Rinaldo, l'Aspramonte, le Roland amoureux et le Roland furieux. Les différents textes mentionnant ce cheval veulent qu'il soit à l'origine en possession du Sarrasin Aumont. Conquis par Roland, Veillantif, symbole de la virilité et de l'initiation chevaleresque de son maître, devient son fidèle compagnon de bataille et meurt avec lui durant la bataille de Roncevaux, tué par les Sarrasins. D'abord peu mis en avant, il acquiert davantage d'importance au fil des textes.
Un folklore important est associé au « cheval de Roland » (ou à la jument de Roland) sans préciser son nom, particulièrement dans les Pyrénées où se trouvent, selon la légende, de multiples empreintes de ses sabots. Ces marques qu'il aurait laissées un peu partout sur son passage, et qui parfois étaient vénérées, sont principalement mentionnées par les folkloristes du XIXe siècle.

## Étymologie et terminologie
Le nom de « Veillantif » ou « Veillantin » est tiré de l'ancien français veillant, lui-même issu de vigilantem, qui signifie « éveillé » et « vigilant », et fait donc référence à la première qualité de l'animal. Une ancienne version de la Chanson de Roland en rimes, probablement datée des alentours de 1150, nomme cet animal Vieulantin, Vieulletin ou Vieullentin.
Le nom italien « Vegliantino », traduction du précédent, était initialement utilisé dans les romans de cette langue (Orlando, Morgante, Cantari di Rinaldo), celui de « Valentino » dans la Spagna, mais Matteo Maria Boiardo a rebaptisé le cheval Bride d’Or (« Brigliadoro ») dans son Roland amoureux. Le même nom est utilisé dans le Roland furieux de Ludovico Ariosto, dit l'Arioste. Un fragment de la chanson en allemand mentionne le cheval sous le nom de Velentih.

## Littérature
Veillantif étant la monture de Roland le paladin selon les chansons de geste, il n'a probablement que peu de rapport avec la monture du personnage historique qui a inspiré la Chanson de Roland. La bataille de Roncevaux, où Roland et son cheval trouvent la mort, a effectivement eu lieu, mais l'armée dont Roland fait partie avait ravagé au préalable la ville alliée de Pampelune, déçue d'avoir trouvé les portes de Saragosse closes. Ce sont donc les Vascons, et non les Sarrasins, qui décimèrent l'arrière-garde de l'armée de Charlemagne le 15 août 778 pour venger l'attaque de Pampelune, alors que l'armée gravissait péniblement une vallée encaissée, ce qui signifie que le cheval Veillantif relève de la légende plutôt que de l'Histoire.
Dans la plupart des épopées médiévales, le cheval s'échange entre Sarrasins et chrétiens, et le vainqueur a le droit de récupérer la monture du vaincu, thème abondamment retrouvé à propos du cheval de Roland. De même, l'amour du chevalier pour ses armes, son cheval et les autres chevaliers (la femme étant très effacée) est un thème fréquent dans les plus anciens textes médiévaux, en particulier la Chanson de Roland, qui précède l'époque de la littérature courtoise.

### Chanson de Roland

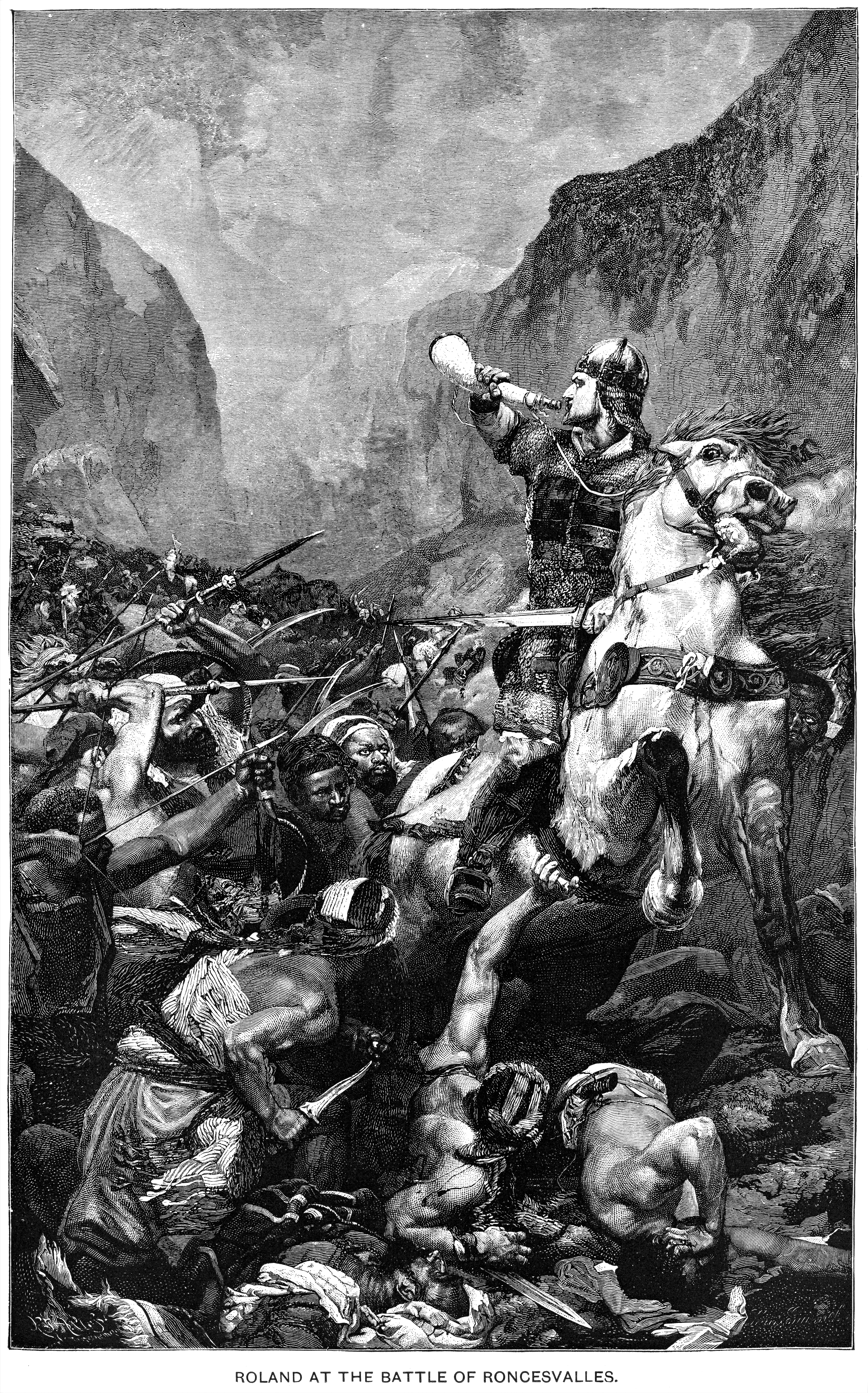
Roland, monté sur Veillantif, souffle dans son olifant face aux sarrasins lors de la bataille de Roncevaux, sur cette illustration allemande de 1885.

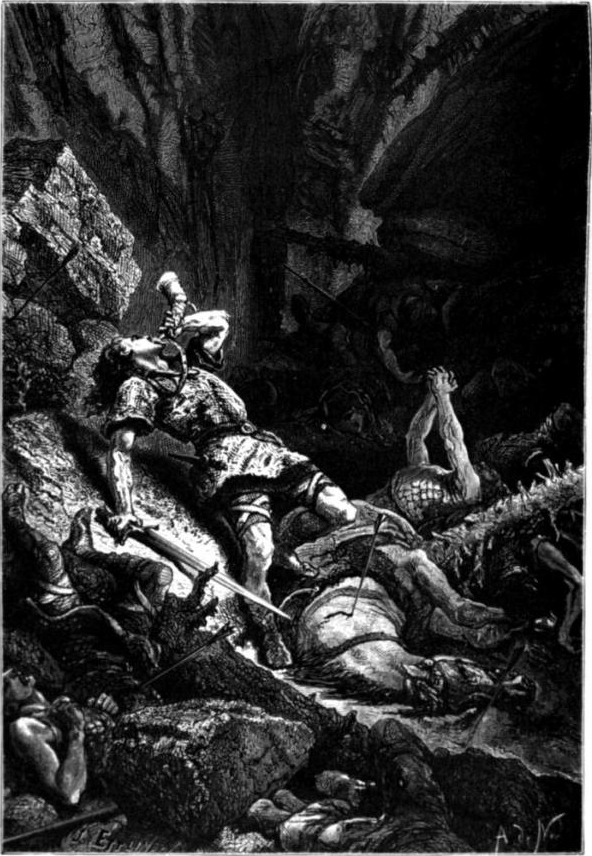
Veillantif est mort sous Roland, tué par les Sarrasins. Illustration de Alphonse-Marie-Adolphe de Neuville, The History of France from the Earliest Times to the Year 1789, publié en 1883.

Veillantif est originellement issu de la Chanson de Roland, datée de la fin du XIe siècle et dont il existe plusieurs versions manuscrites. Le cheval, bien que nommé, y est relativement effacé et beaucoup moins mis en avant que ne l'est l'épée Durandal, aussi bien dans la narration que par la construction des phrases : Veillantif est presque toujours complément d'objet mais jamais sujet grammatical d'une phrase. De plus, il n'apparaît que cinq fois dans la chanson, quand l'épée Durandal est mentionnée dix-sept fois. Il est traité comme un outil dispensable plutôt que comme le fidèle ami du chevalier (Roland peut combattre à pied), sa couleur n'est pas même indiquée. Le médiéviste Dominique Barthélemy qualifie le texte de « chanson de l'épée » en raison de la domination symbolique de cette arme et de la lance sur le cheval. 
Les premiers textes médiévaux valorisent généralement peu le cheval. Il faut attendre les alentours du XIIIe siècle pour que les montures jouent un rôle plus important. Veillantif est ici un « double métonymique du chevalier », il est qualifié de « bon cheval curant » (courant) lorsqu'il est mentionné pour la première fois, et porte une selle aux étriers d'or fin, comme le précise le passage où Roland trouve en chevauchant le cadavre de son cher ami Olivier gisant à Roncevaux. Il lui adresse alors quelques mots touchants, et s'évanouit en succombant à la douleur :
| Chanson de Roland st. 151, ancien français | Traduction en français moderne |
| --- | --- |
| Quant tu es mor, dulur est que jo vif. A icest mot se pasmet li marchis, Sur sun ceval que cleimet Veillantif. Afermet est a ses estreus d'or fin ; Quel part qu'il alt, ne poet mi chaïr. | Quand tu es mort, c'est douleur que je vive. À ce mot se pâme le marquis, sur son cheval qu'il appelle Veillantif. Il tient ferme sur ses étriers d'or fin ; De quelque côté qu'il penche, il ne peut pas tomber. |

Selon Robert Lafont, la découverte du corps d'Olivier par Roland, qui se pâme alors sur son cheval, participe à un effet de ralentissement de l'action. Roland, Turpin et Gautier défendent la ligne de crête contre des centaines de Sarrasins, et Roland reste seul sur le champ de bataille après la mort de toute l'arrière-garde. Il fait sonner son olifant pour avertir Charlemagne, puis subit des dizaines d'attaques. Veillantif reçoit une trentaine de blessures et s'écroule sous lui, mort.
| Chanson de Roland st. 160, ancien français | Traduction en français moderne |
| --- | --- |
| Mais enz el cors ne l’unt mie adeset. Mais Veillantif unt en.XXX. lius nafret, Desuz le cunte, si l’i unt mort laisset. Paien s’en fuient, puis sil laisent ester. Li quens Rollant i est remes a pied. | Mais dans son corps ils ne l'ont point atteint. Mais Veillantif, ils l'ont blessé en trente endroits, Et sous le comte ainsi l'ont laissé mort. Les païens s’enfuient et puis le laissent là. Le comte Roland est resté à pied… |

Michel Zink remarque que la mort de Veillantif n'arrache pas une larme ni même un commentaire à Roland, le narrateur se contentant de faire remarquer que le chevalier doit désormais poursuivre les Sarrasins à pied : Roland n'a pas une pensée pour son cheval (auquel il accorde une valeur pratique, et aucune valeur affective), ni pour sa femme. Par contre, il prend soin de multiplier les tentatives pour que son épée ne tombe pas entre les mains de l'ennemi. La mort de Veillantif diminue néanmoins Roland, et le laisse seul face à la sienne qui approche.
Selon Éric Baratay, la faible valorisation du cheval dans la littérature jusqu'au XIIIe siècle est vraisemblablement due à une censure de l'Église catholique romaine, qui faisait passer le cheval pour un animal diabolique afin de lutter contre la survivance des traditions païennes sacralisant l'animal.

### Aspramonte
La Chanson de Roland, source la plus ancienne, ne parle pas de l'origine de Veillantif. Au XIVe siècle, la chanson de geste anonyme Aspramonte (Aspremont) est en revanche entièrement centrée sur la conquête des attributs de Roland que sont l'épée Durandal, l'olifant et le cheval Veillantif,.
Dans cette chanson, Roland, qui est encore un adolescent, se fait adouber comme chevalier de Charlemagne, roi des Francs. Il arrive monté sur un mulet, car le cheval est réservé aux chevaliers. Originellement nommé « Briadoro » par les païens, Veillantif est d'abord la possession d'Aumont, l'un des trois plus puissants Sarrasins. Ce dernier menace le roi Charlemagne, mais Roland vole à son secours en tuant Aumont d'un coup de bâton, et récupère par conséquent les armes et la monture du vaincu, que Charlemagne lui attribue publiquement. Le cheval est alors renommé par les chrétiens en « Vegliantino ». Maintenant en possession d'un cheval et d'armes, Roland est déçu de ne chevaucher qu'un mulet et demande à être adoubé, faute de quoi, il ne servira plus Charlemagne. Le roi des Francs accède à sa requête, il peut alors monter Veillantif.
Cette tradition est suivie par Boiardo et l'Arioste, dont les textes sont postérieurs à l'Aspramonte.

### Spagna
La Spagna, dont il existe plusieurs versions datées du XIVe siècle, est basée sur la Chanson de Roland dont elle reprend la trame principale, mais s'attache aux guerres de Charlemagne en Espagne. Dans la Spagna en vers (XXVII, 19-22), Roland part seul combattre à Lucerne, arrive devant la ville et traverse un fleuve à la nage sur Vegliantin afin d'attaquer les Sarrasins sortis hors des murs. Dans la Spagna en prose, Veillantif, ici nommé Valentino, adopte un étrange comportement lorsqu'il sent venir la mort de son maître : il refuse par trois fois d'être monté et pose ses pieds de devant sur les épaules de Roland.

### Morgante
Morgante est l'œuvre la plus célèbre de Luigi Pulci. Ce roman héroï-comique publié en 1483 reprend les personnages et la trame de la Chanson de Roland, y compris le cheval Veillantif sous le nom de Vegliantin. Morgante, la Spagna en prose ou Li Fatti di Spagna et les Cantari di Rinaldo présentent plusieurs combats chevaleresques de Roland sur Veillantif qui se déroulent toujours de la même façon : le cheval virevolte, s'éloigne pour prendre de l'élan, virevolte une seconde fois puis fonce vers l'adversaire. Cette manœuvre exécutée par Veillantif impressionne beaucoup les Sarrasins dans Morgante. À la fin du roman, alors que Roland, épuisé à la suite de la bataille de Roncevaux, vient faire boire son cheval Vegliantin à une fontaine, à peine a-t-il mis pied à terre que l'animal expire. Roland s'adresse à lui en ces termes :
| 27e chant de Morgante, en italien médiéval | Traduction en français moderne |
| --- | --- |

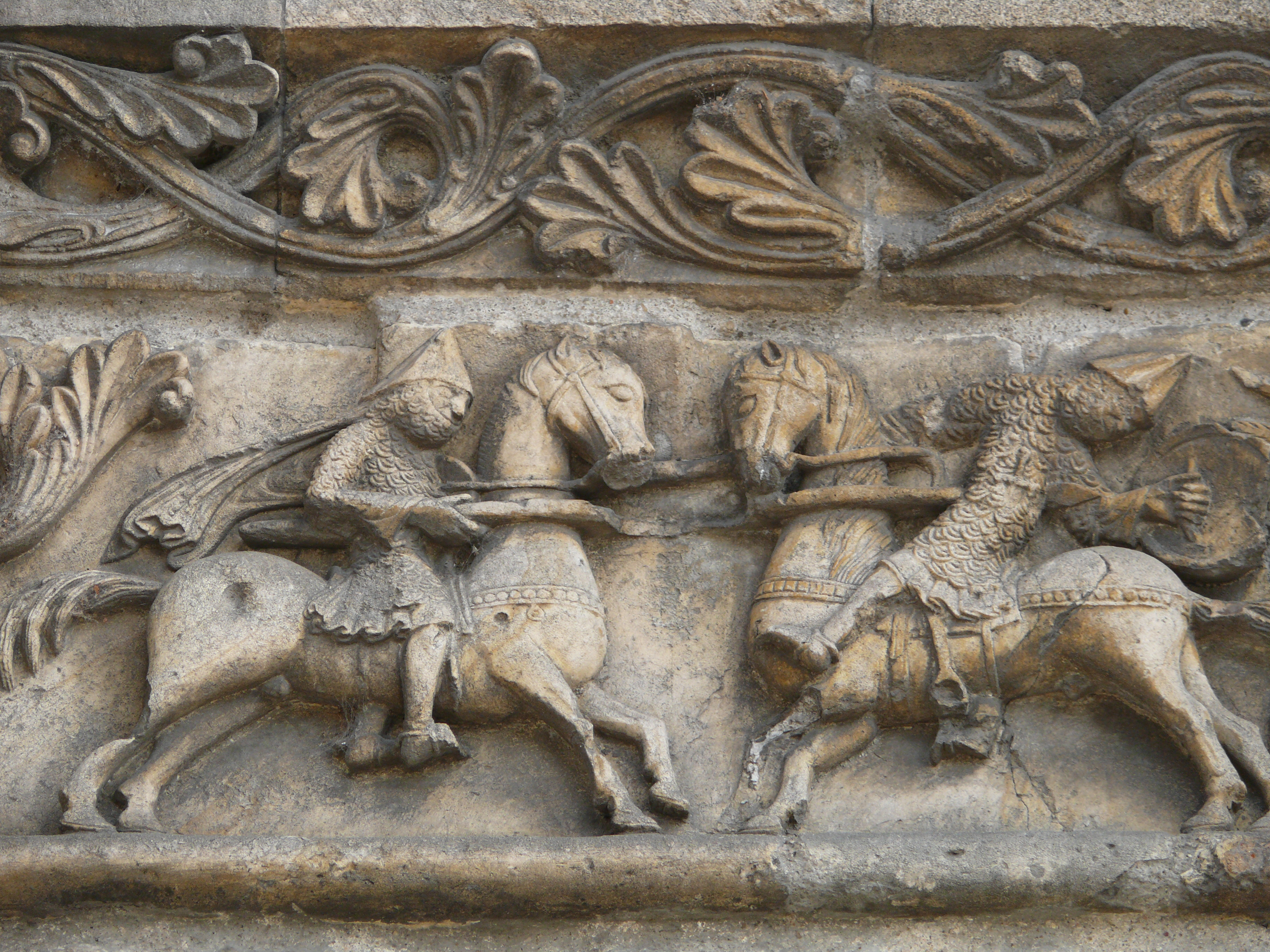
Joute équestre avec Roland sur son cheval, représentée sur la cathédrale d'Angoulême.

| O Vegliantin, tu m'hai servito tanto, O Vegliantin, dov' e la tua prodezza, O Vegliantin, nessun si dia più vanto, O Vegliantin, venuta e l'ora sezza, O Vegliantin, tu m'hai cresciuto il pianto, O Vegliantin, tu non vuoi più capezza, O Vegliantin, se ti fece mai torto, Perdonami, ti prego, cosi morto. | Ô Vegliantin, tu m'as tant servi ! Ô Vegliantin ! où sont tes exploits ? Ô Vegliantin ! que personne ne puisse être plus fier. Ô Vegliantin ! l'heure ultime est venue, Ô Vegliantin ! tu as accru la cause de mes larmes, Ô Vegliantin ! tu ne veux plus du joug, Ô Vegliantin ! si jamais je t'ai fait du tort, Pardonne-moi, je t'en prie, toi qui va mourir. |

Les personnes qui sont venues au son du cor de Roland sont extrêmement touchées. Le cheval ouvre les yeux, faisant signe de sa tête qu'il pardonne à Roland. Le paladin meurt à son tour, aux côtés de son destrier, après s'être confessé à un ange.

### Roland amoureux
Écrit vers 1483, le Roland amoureux (Orlando innamorato) de Matteo Maria Boiardo met en scène des chevaux capables d'impressionnantes prouesses, l'auteur détaillant énormément les aventures et les exploits de ces animaux à une époque où la suprématie de la cavalerie lourde tire à sa fin : il renoue avec le mythe antique de la chevalerie. Veillantif, ici nommé « Bride d’Or » (Brigliadoro), y est intimement lié à son cavalier Roland via diverses expressions, mais aussi surpassé par le cheval Bayard, monture de Renaud de Montauban, tant sur le plan des prouesses au combat (Bayard est capable de sauter à sept pieds de haut durant la joute contre Agricane, tandis que Brigliadoro a failli s'effondrer sous le choc), que celui de la rapidité (Bayard amène Renaud plus rapidement auprès de Charlemagne que ne le fait Brigliadoro pour Roland). Roland lui-même, étant entré un moment en possession des deux chevaux, va préférer monter Bayard plutôt que Brigliadoro. Cette particularité semble être due, selon l'universitaire Denise Alexandre-Gras, au fait que Roland possède une épée exceptionnelle, Durandal, tandis que l'épée de Renaud, Fusberta, ne la vaut pas. Renaud possèderait donc le meilleur cheval pour compenser le fait de ne pas avoir la meilleure épée.

### Roland furieux

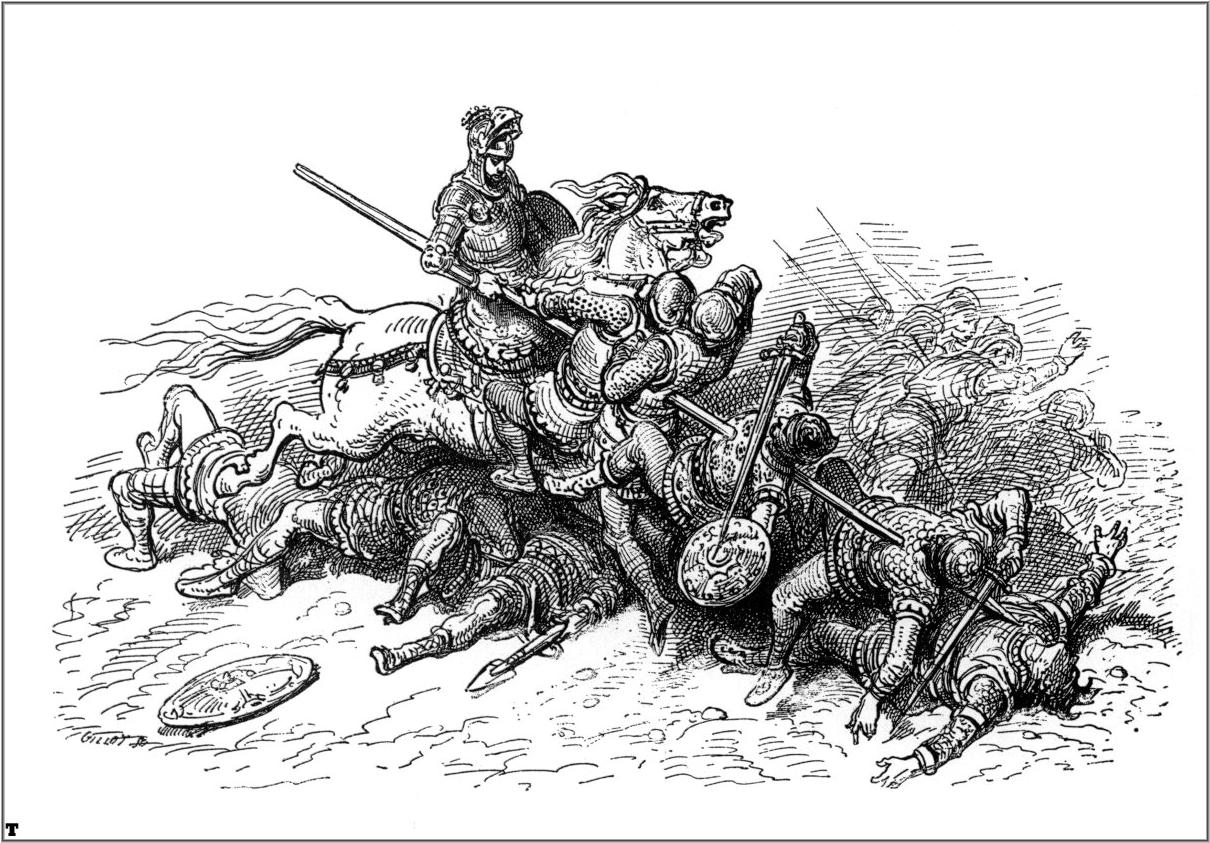
Illustration d'un chevalier de Charlemagne par Gustave Doré pour une édition du Roland furieux

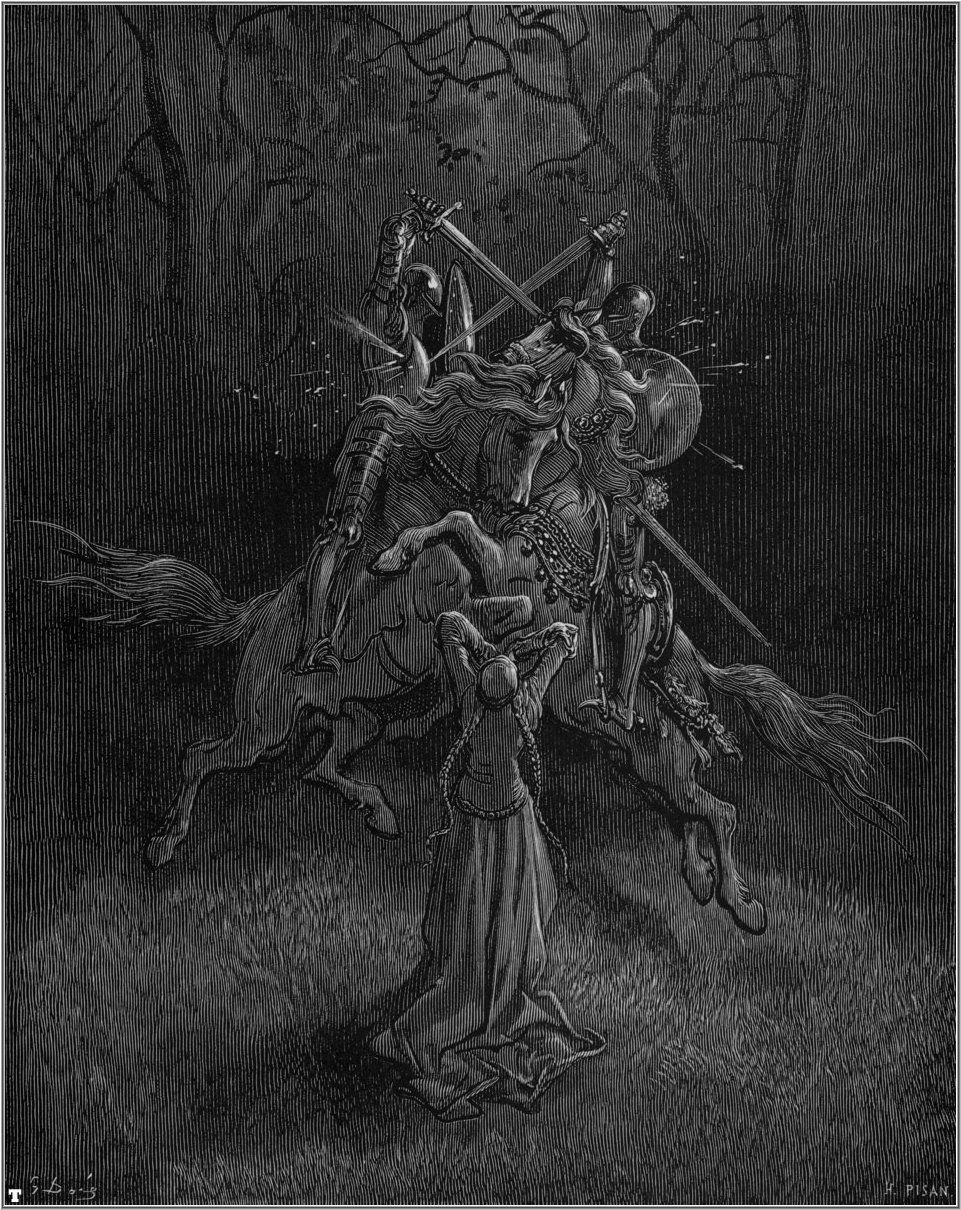
Illustration d'un combat de chevaliers par Gustave Doré pour une édition du Roland furieux

Le Roland furieux (Orlando furioso), récit de l'Arioste écrit vers la fin du XVe siècle ou le début du XVIe siècle, s'inscrit dans la continuité du cycle carolingien et reprend la tradition initiée par le Roland amoureux, notamment à travers le nom de Brigliadoro « le cheval à la bride d'or », traduit par Bride d’Or en français. Vu comme le « remarquable cheval chargeur de Roland », à la vitesse prodigieuse, il n'a pas d'égal si ce n'est le cheval Bayard. Toutefois, lorsqu'il débarque en Hollande, « monté sur un coursier au pelage gris et noir, nourri en Flandre et né en Danemark », Roland a laissé Brigliadoro en Bretagne. Bien plus tard, alors que Roland, dans sa fureur, a abandonné son cheval et ses armes, Brigliadoro est capturé par le Sarrasin Mandricard qui, vaincu par Roger, en est ensuite dépouillé. Le cheval revient au roi Agramant, qui s'en sert pour combattre le roi africain Brandimart, puis meurt.

### Après le Moyen Âge
Le personnage de Roland, et par conséquent son cheval, a inspiré d'autres auteurs. Dans Le Petit Roi de Galice, un poème du recueil La Légende des siècles, Victor Hugo ne nomme pas le destrier de Roland mais lui attribue une robe blanche et la capacité de parler. Dans le dixième poème de La Légende des paladins, Joseph Autran mentionne Veillantif comme la monture de Roland.
Beaucoup plus récemment, Veillantif figure aussi sur une série de timbres thématiques du Sierra Leone, consacrés aux chevaux des mythologies.

## Folklore
Selon la légende, le « cheval de Roland » ou la jument de Roland (sans qu'ils soient précisément nommés) a laissé des empreintes de son passage (et de ses sabots), tout particulièrement dans les Pyrénées. Ces marques sont essentiellement mentionnées par les folkloristes de la fin du XIXe siècle.
Ce folklore lié à Veillantif présente de nombreux parallèles avec celui de Bayard, monture également mentionnée dans les chansons de geste, qui aurait laissé le même type d'empreintes de ses passages, principalement dans le massif ardennais.

### Dans les Pyrénées

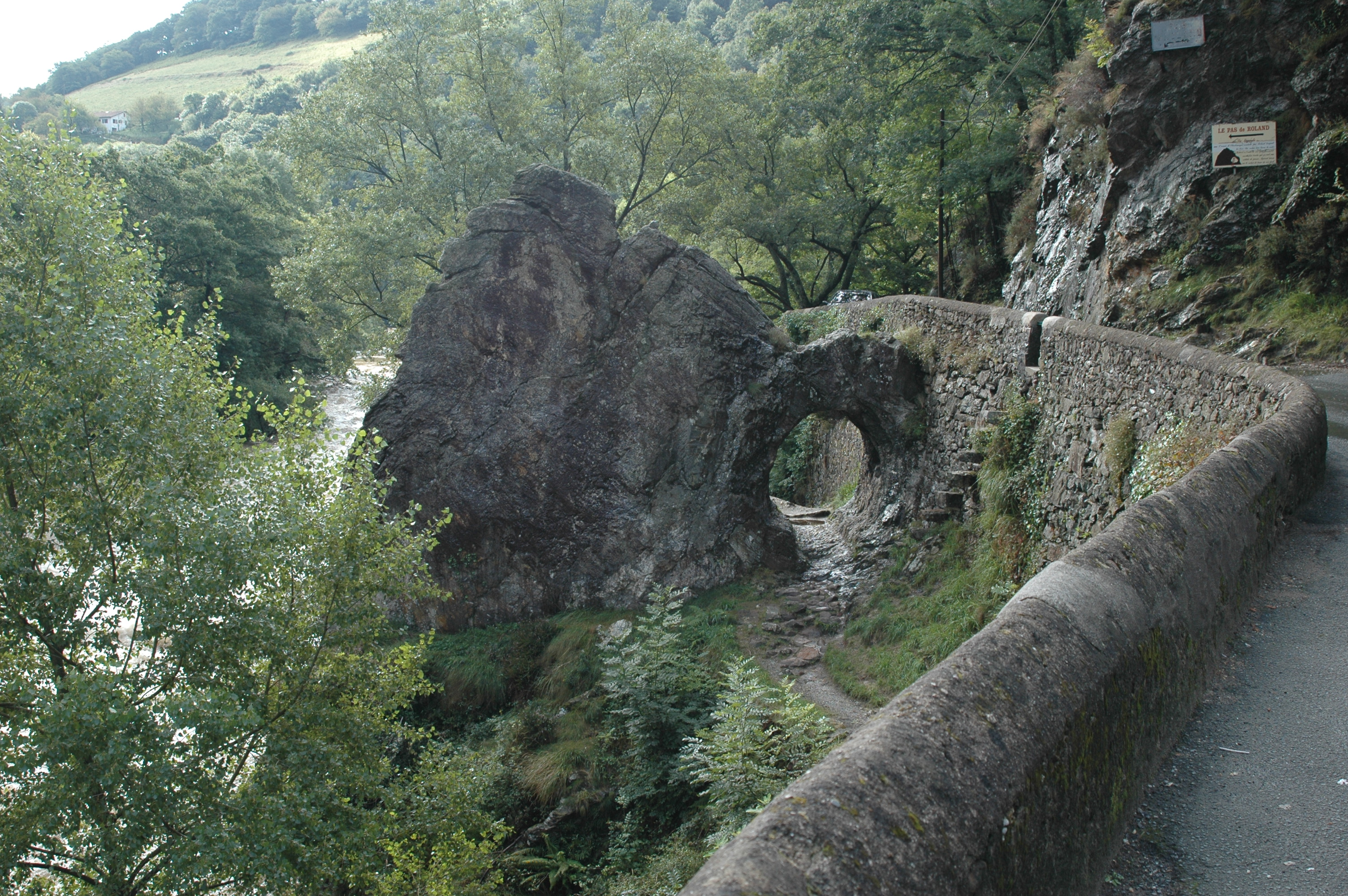
Le pas de Roland à Itxassou.

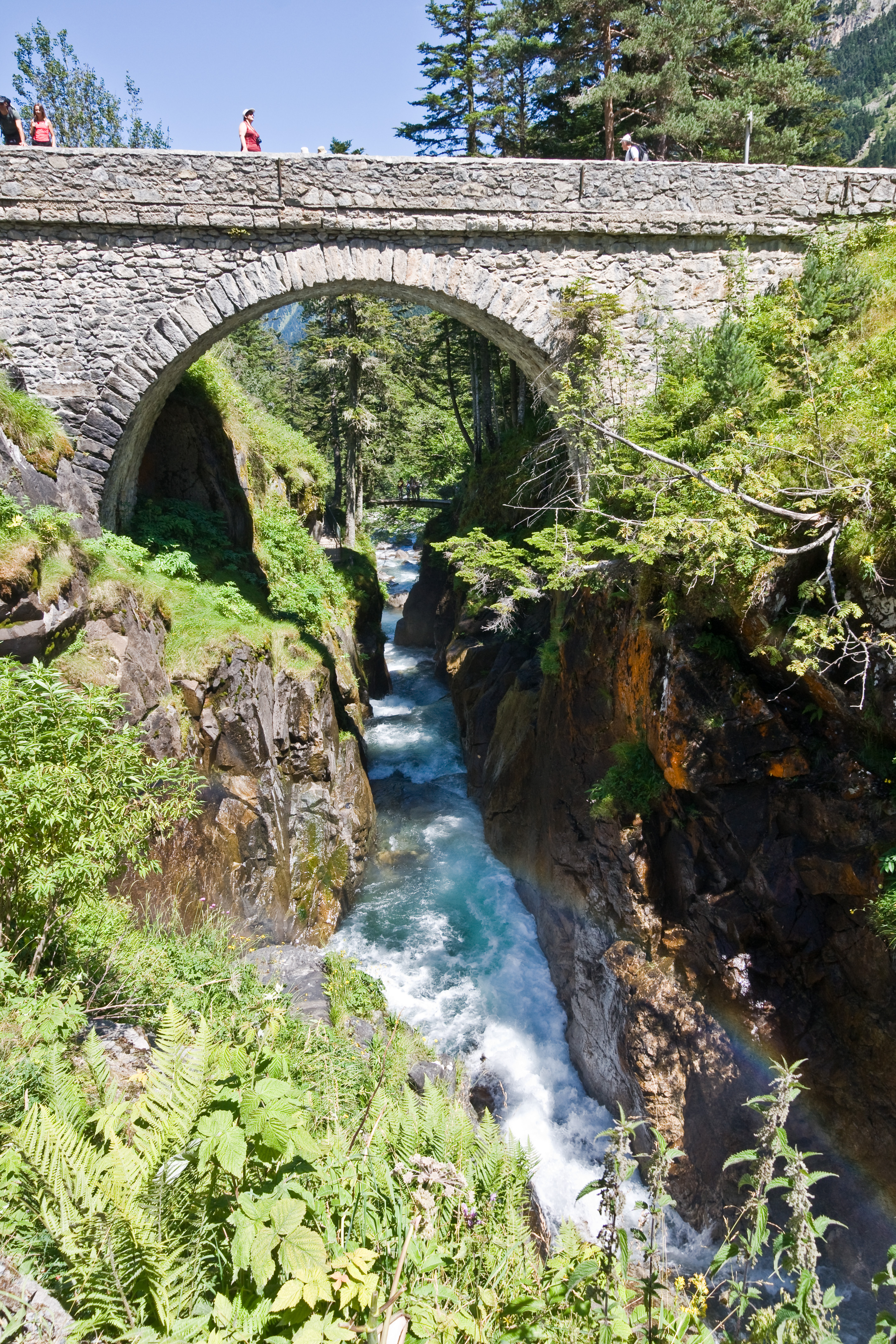
Le pont d'Espagne, un site naturel en altitude sur la commune de Cauterets, où le cheval de Roland est censé apparaître chaque année.

Au chaos de Coumély, entre Gèdre et Gavarnie (Hautes-Pyrénées), les guides du XIXe siècle montraient aux touristes l'empreinte que les sabots du cheval de Roland avaient laissée sur un rocher, lors d'un saut gigantesque depuis la Brèche de Roland. Entre Les Ilhes et Lastours (Aude) se trouvent les empreintes des sabots (ainsi que celles de l'épée et de la main du cavalier).
Dans les légendes catalanes, le cheval de Roland est gigantesque et n'a qu'un œil. Il est si grand qu'il se creusa avec ses naseaux une auge dans un rocher près d'Arles-sur-Tech (Pyrénées-Orientales) afin de boire : c'est l'Abeurador del Cavall de Rotllà (l'abreuvoir du cheval de Roland). Une légende raconte qu'après la mort du chevalier, Veillantif a amené son maître en ce lieu où une sépulture lui fut élevée : c'est la Caixa de Rotllan, un dolmen situé près de l'abeurador. Près de Céret (Pyrénées-Orientales), les habitants appelaient las ferraduras del cavall de Rotllà (les fers du cheval de Roland) des dépressions gigantesques sur les flancs de la montagne.
Au col de la Bataille, entre les vallées de la Têt et de l'Agly, sur la route allant d'Estagel à Millas (Pyrénées-Orientales), existait autrefois la Pedra Liarga, un menhir portant une figure en creux qui, d'après la tradition, était l'empreinte du sabot du cheval de Roland. Toujours en Catalogne, les traces du cheval de Roland étaient parfois vénérées. Paul Sébillot rapporte que l'on baisait respectueusement les traces de la « jument de Roland » sur une roche sacrée de la colline d'Ultréra, près de Sorède.
Au sud, dans le Haut-Aragon, le Salto de Roldán (« saut de Roland ») est constitué de deux sommets éloignés que ce cheval aurait franchis d'un bond, imprimant ses sabots dans le roc,. Selon une version de la légende, le cheval serait mort en retombant et Roland aurait continué à pied, poursuivi par les Sarrasins.
Au Pays basque, il se racontait que, chaque année, le cheval de Roland apparaissait sur le pont d'Espagne et poussait de tels hennissements que les Mairuak se réfugiaient dans leurs grottes.
Si certaines de ces légendes ont disparu entre le XIXe siècle et nos jours, d'autres ont fait leur apparition. Le pas de Roland est une trouée dans les rochers au bord de la Nive, près d'Itxassou. Son appellation et la légende qui lui est associée sont relativement récentes. À la fin du XIXe siècle, la brèche d'Itxassou était simplement appelée le « mauvais pas » (Atekagaitz en basque). Puis il se raconta que Roland avait produit le trou dans la roche en frappant avec son pied.Depuis, c'est le cheval de Roland qui ouvrit d'un coup de sabot un passage dans la roche pour aider son maître à fuir les Vascons.

### Hors des Pyrénées

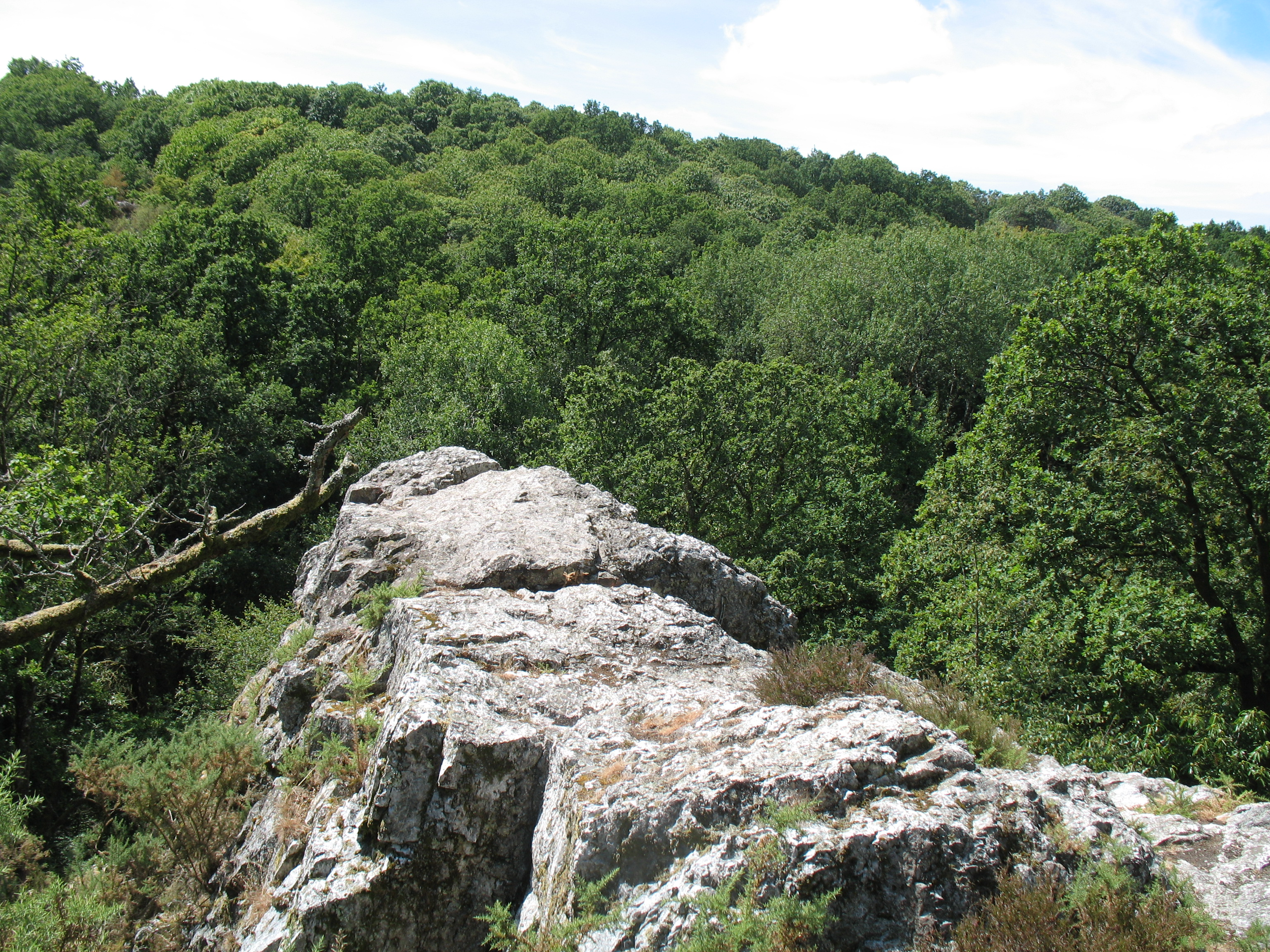
Les roches du Saut-Roland à Dompierre-du-Chemin.

On voyait encore vers 1850 près du hameau de Champ-Dolent, commune de Mézilles (Yonne), une énorme pierre plate sur laquelle une ruade du destrier avait tracé un sillon de plus de cinquante centimètres de large. Le Saut de Roland est un bloc escarpé en Maine-et-Loire, où l'on voyait jadis l'empreinte des fers du cheval de Roland lorsqu'il sauta d'un bond par-dessus l'Èvre.
Près de Dompierre-du-Chemin et de Luitré (Ille-et-Vilaine), le Saut-Roland est toujours le nom d'un groupe de rochers d'où le cavalier légendaire franchit la vallée creusée par le ruisseau Saint-Blaise, en laissant les traces de son cheval. Dans le Nord, à Mons-en-Pévèle, une ancienne carrière romaine creuse un curieux amphithéâtre. Cet endroit est appelé le Parolan ou Pas-Roland : selon la légende, il serait la trace immense du sabot du destrier de Roland qui, soulevant dans sa marche cette énorme motte de terre, l'envoya trente kilomètres plus loin, près de Tournai en Belgique, où elle forme le mont Saint-Aubert,,.

## Symbolisme
Le philosophe français Étienne Souriau rappelle que dans tous les récits héroïques, les chevaux sont les « compagnons constants des héros » et ont suffisamment d'importance pour posséder une personnalité, un caractère bien défini, ainsi que leur propre nom, à l'image de Bayard et Veillantif. Franck Évrard fait remarquer que les épopées homériques, les chansons de geste et les romans de chevalerie concilient les valeurs chevaleresques et les valeurs religieuses et ont contribué à forger une image symbolique du cheval puis à le faire connaître. L'auteur y voit un « symbole de la virilité et de l'initiation chevaleresque », ajoutant que le cheval est souvent lié à une dynamique verticale et ascensionnelle comme dans le mythe de Pégase, dynamique qui se retrouve dans le récit héroïque. D'ailleurs, comme cela est mis en évidence dans un certain nombre de romans, le cavalier dépossédé de son cheval est un être diminué.